# Clarotes laticeps
Clarotes laticeps är en fiskart som först beskrevs av Eduard Rüppell 1829.  Clarotes laticeps ingår i släktet Clarotes och familjen Claroteidae. IUCN kategoriserar arten globalt som livskraftig. Inga underarter finns listade i Catalogue of Life.